# 砂子沢ダム
砂子沢ダム（すなこざわダム）は、米代川水系の小坂川の支流砂子沢川の秋田県鹿角郡小坂町大字小坂字小坂沢国有林地先に多目的ダムとして建設されたダムである。

## ダムの目的
目的は、洪水調節として「ダム地点の計画高水流量130m3/sのうち100m3/sの洪水調節を行い、小坂川沿川地域の水害を防除する」、流水の正常な機能の維持として「ダム地点下流の小坂川沿川の既得用水の補給を行う等、流水の正常な機能の維持と増進をはかる」、水道用水として「小坂町に対し、砂子沢地点において水道用水として新たに2,600m3/日の取水を可能ならしめるとともに、鹿角市に対し錦木地点において水道用水として新たに2,000m3/日の取水を可能ならしめる」という3つがある。
小坂川は昭和23年頃に第一次改修が行われているが、改修規模は極めて低く、小坂町を中心とした中下流域は洪水被害を受けており、特に昭和41年8月の集中豪雨により全壊家屋4戸、半壊58戸、浸水家屋99戸、浸水農地40ha、現在価格被害総額1,461百万円、昭和47年7月の集中豪雨により浸水家屋66戸、浸水農地24ha、現在価格被害総額498百万円等、毎年のように市街地及び耕作地の殆どが冠水、浸水し県道、私鉄が寸断され甚大な被害を被っていた。昭和62年7月の集中豪雨では現在価格被害総額255百万円の大きな被害を被っている。このため、抜本的な治水対策が望まれていた。
砂子沢川は小坂町と鹿角市の耕地に対する水源として広く利用されているが、昭和48年、昭和53年、平成元年、平成6年のいずれも夏季において深刻な水不足に見舞われていた。特に平成6年には33日間に及ぶ最大50%の給水制限を実施していた。また、小坂町は近年周辺部の宅地開発、工業団地造成計画に伴う水道用水の確保、簡易水道の開通など上水道の需要が急増することが予想され、砂子沢ダム計画に大きな期待が寄せられた。